# Live at the Royal Albert Hall (álbum de David Bisbal)
Live at the Royal Albert Hall es el cuarto álbum en vivo del cantante español David Bisbal. Fue puesto a la venta el 12 de enero de 2013, incluyendo un CD y un DVD, grabados en directo durante uno de sus conciertos realizados en su "Gira Acústica", concretamente, en el Royal Albert Hall de Londres, el 26 de septiembre de 2012.
Cuenta con las colaboraciones especiales de Rosario, Malú, Pastora Soler, Luis Fonsi, y el octeto de cuerda de la violonchelista británica Lizzy May.
El CD, contiene algunas de las canciones en directo del concierto. El DVD, consta del video completo de dicho concierto, el "making of" de este trabajo discográfico, una galería de fotos, así como una visita virtual a las instalaciones del recinto y al sonido ambiente del concierto.

## Discos

### CD
| N.º | Título                  | Escritor(es)                            | Artista Invitado | Duración |  |
| 1.  | «Almería, tierra noble» | Antonio Ruiz de Padilla                 |                  | 4:04     |  |
| 2.  | «El ruido»              | Vega                                    |                  | 4:21     |  |
| 3.  | «Lloraré las penas»     | José Miguel Velásquez / Rayito          |                  | 4:46     |  |
| 4.  | «Esta ausencia»         | Kike Santander                          |                  | 6:06     |  |
| 5.  | «En un rincón del alma» | Alberto Cortez                          |                  | 4:19     |  |
| 6.  | «Besos de tu boca»      | David Bisbal / Amaury Gutiérrez         |                  | 3:53     |  |
| 7.  | «Ave María»             | Kike Santander / Gustavo Santander      |                  | 3:51     |  |
| 8.  | «Adoro»                 | Armando Manzanero                       | Pastora Soler    | 5:07     |  |
| 9.  | «Lucía»                 | Joan Manuel Serrat                      | Rosario          | 4:19     |  |
| 10. | «Dígale»                | Gustavo Santander / Christian Leuzzi    |                  | 5:46     |  |
| 11. | «Aquí estoy yo»         | Claudia Brant / Luis Fonsi / Gen Reuben | Luis Fonsi       | 4:10     |  |
| 12. | «Sin mirar atrás»       | Claudio Lozano                          |                  | 3:44     |  |
| 13. | «Mi princesa»           | David Bisbal / Amaury Gutiérrez         |                  | 5:04     |  |
| 14. | «Y, ¿si fuera ella?»    | Alejandro Sanz                          |                  | 4:06     |  |
| 15. | «Doy la vida»           | Miguel Linde                            | Malú             | 3:57     |  |
| 16. | «Sombra y luz»          | Alejandro Sanz / Lulo Pérez             |                  | 3:21     |  |
| 17. | «Esclavo de sus besos»  | José Abraham / Juanma Leal              |                  | 7:07     |  |

### DVD
- Concierto completo.
- Cómo se hizo: "Live at the Royal Albert Hall".
- Fotogalería.
- Visita virtual 360 grados.